# Cariboptila orophila
Cariboptila orophila är en nattsländeart som beskrevs av Oliver S. Flint Jr. 1964. Cariboptila orophila ingår i släktet Cariboptila och familjen stenhusnattsländor. Inga underarter finns listade i Catalogue of Life.